# Коолмейстер, Эльви Иоханнесовна
Эльви Иоханнесовна Коолмейстер (род. 18 марта 1937, Эстония) — советская швея. Герой Социалистического Труда (1976).

## Биография
Эльви Коолмейстер родилась 18 марта 1937 года в Эстонии.
В 1954 году начала работать на швейной фабрике имени В. Клементи в Таллине, которая впоследствии стала производственным объединением. Вскоре освоила специальность швеи-мотористки и в течение двадцати лет успешно работала, перевыполняя сменные задания и обходясь без брака.
5 апреля 1971 года по итогам восьмой пятилетки была награждена орденом Трудового Красного Знамени.
В течение девятой пятилетки продолжала демонстрировать высокие трудовые результаты, была победителем социалистического соревнования среди работников производственного объединения. Занималась подготовкой молодёжи, передавая опыт молодым швеям.
В 1975 году стала членом КПСС.
4 марта 1976 года Указом Президиума Верховного Совета СССР за выдающиеся успехи в выполнении девятой пятилетки, принятых социалистических обязательств, большой творческий вклад в увеличение производства товаров народного потребления и улучшение их качества была удостоена звания Героя Социалистического Труда с вручением ордена Ленина и золотой медали «Серп и Молот».
В 1979—1984 годах была депутатом Верховного Совета СССР 10-го созыва, в 1981 году — делегатом XXVI съезда КПСС.
Жила в Таллине.
Награждена медалями.